# Список умерших в 1086 году

Ван Аньши

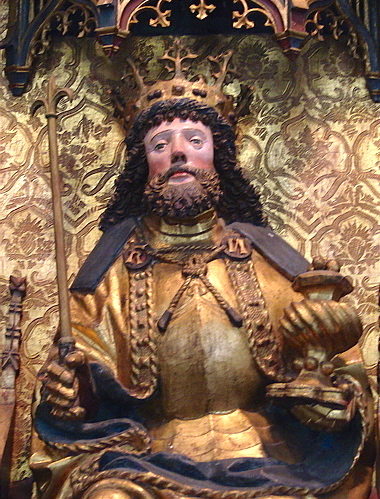
Кнуд IV Святой

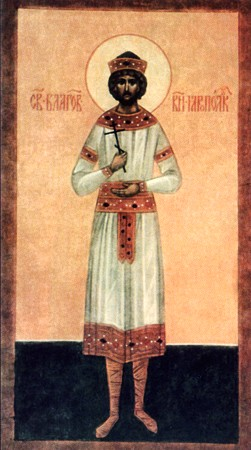
Ярополк Изяславич

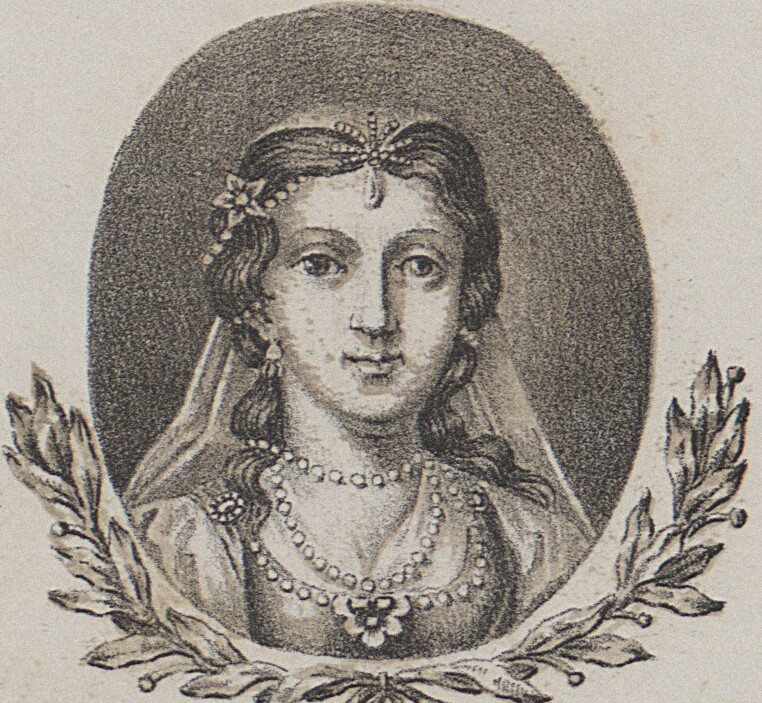
Юдит Чешская

В этой статье представлен список известных людей, умерших в 1086 году.
См. также: Категория:Умершие в 1086 году

## Март
- 15 марта — Рихильда — графиня-консорт Эмо (1040—1051) и маркграфиня-консорт Валансьена (1048—1051; как жена Германа), графиня-консорт Эмо (1051—1070) и графиня Фландрии (1051—1070; как жена Бодуэна I)
- 18 марта — Ансельмо ди Лукка — епископ Лукки с 1062 года, неканонизированный святой Католической церкви
- 27 марта — Куно I фон Ротт — пфальцграф Баварии с 1055 года.

## Май
- 21 мая — Ван Аньши — выдающийся китайский государственный деятель, реформатор, экономист, прозаик и поэт, автор «нового политического курса» империи Сун, первый министр Китая (1070—1075, 1076—1085)

## Июль
- 10 июля — Кнуд IV Святой — король Дании с 1080 года. Святой покровитель Дании. Убит
- 14 июля — Тойрделбах Уа Бриайн — король Мунстера (1064—1086), верховный король Ирландии (1072—1086)
- 17 июля — Гарсия Арагонский — епископ Арагона (Хаки), аббат монастыря св. Власия (1076-1086) и епископ Памплоны, аббат монастыря Лейре (1078-1080).

## Август
- 8 августа — Конрад I — граф Люксембурга с 1059 года.
- 21 августа — Хуэй-цзун — третий император Западного Ся (1068—1086).

## Сентябрь
- 25 сентября — Гильом VIII — последний самостоятельный герцог Гаскони с 1052 года, герцог Аквитании и граф Пуату с 1058 года.

## Декабрь
- 5 декабря — Ярополк Изяславич — князь волынский (1069—1073, 1078—1085, 1086), князь туровский. Убит. Святой, канонизированный Русской Православной Церковью.
- 25 декабря — Юдит Чешская — княгиня-консорт Польши (1080—1086), жена князя Владислава I Германа

## Дата неизвестна или требует уточнения
- Бриан Бретонский — бретонский дворянин, участвовавший в покорении Англии войсками Вильгельма Завоевателя.
- Григорий Пакуриан — византийский политический деятель и военачальник, основатель византийско-ивирийского православного монастыря Петрицони (сегодня, монастырь Бачково в Болгарии). Погиб в бою с печенегами.
- Ибн Аммар — арабский поэт.
- Сулейман ибн Кутулмыш — основатель и первый султан Конийского султаната (1077—1086); самоубийца.
- Сыма Гуан — китайский историк, философ, государственный деятель.
- Эдита Лебединая Шея — первая жена короля Англии Гарольда Годвинсона.